# Smilodon
 Smilodon  (altgr. σμίλη smílē „Meißel“ und ὀδούς odū́s „Zahn“ (hier aus der ionischen Nebenform ὀδών)) ist eine Gattung der ausgestorbenen Säbelzahnkatzen (Machairodontinae), die während des Pleistozäns in Amerika weit verbreitet war. Innerhalb der Gattung werden mit Smilodon gracilis, Smilodon populator und Smilodon fatalis drei Arten unterschieden, die sich in ihrer Größe und anderen Merkmalen deutlich unterschieden. Der Smilodon starb vor etwa 12.000 Jahren an der Wende vom Pleistozän zum Holozän aus.
Die drei Smilodon-Arten werden aufgrund ihrer Größe und ihrer Position in der Nahrungspyramide auch als Säbelzahntiger bezeichnet, obwohl keine nähere Verwandtschaft mit dem Tiger besteht. Stattdessen unterscheidet sich Smilodon stammesgeschichtlich und anatomisch deutlich von den heute lebenden Großkatzen.

## Aussehen

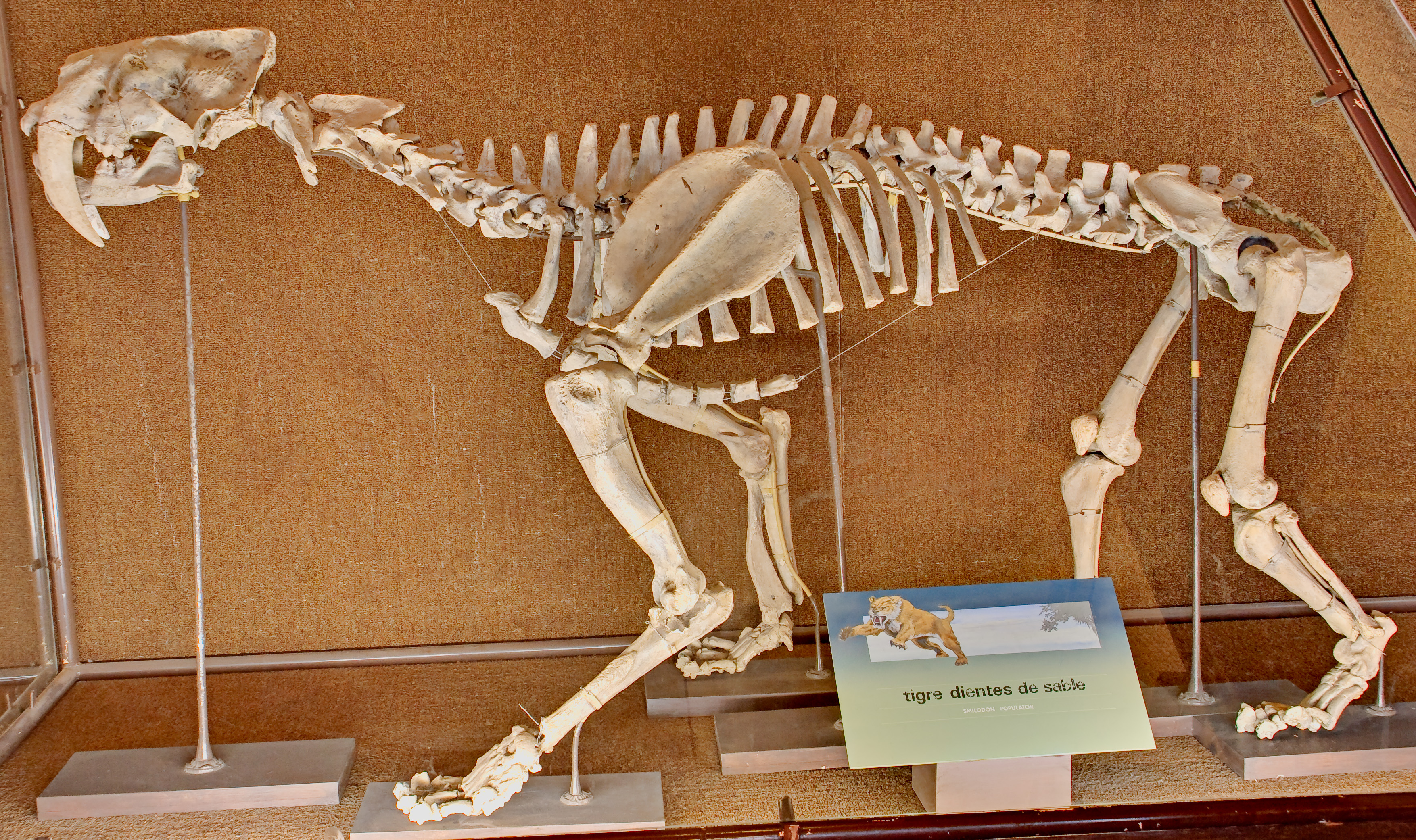
Skelettrekonstruktion von Smilodon populator, Museo de La Plata

Im Gesamterscheinungsbild dürfte Smilodon an eine heutige Großkatze erinnert haben, unterschied sich von diesen jedoch in einigen charakteristischen Merkmalen. Mit seinem abschüssig verlaufenden Rücken, den kurzen Beinen und der extrem kraftvollen Schulter- und Nackenpartie war Smilodon etwas kleiner, aber dafür viel muskulöser und schwerer gebaut als die Großkatzen von heute. Die größten Vertreter der Gattung erreichten geschätzt über 300 kg und waren damit schwerer als heutige Löwen und Tiger, lediglich große Amurtigermännchen kommen in diese Größenordnung. Für ein Individuum aus der spätpleistozänen Dolores-Formation aus dem südlichen Uruguay wird anhand des enormen Schädels, der eine Länge von 39 cm besaß, ein Gewicht von über 400 kg angenommen. Charakteristisch waren der kurze Stummelschwanz und die langen Säbelzähne, die bis zu 20 cm aus dem Kiefer ragten. Diese riesigen Eckzähne hatten keinen annähernd kreisförmigen, sondern einen ovalen Querschnitt, was das Eindringen in das Fleisch des Opfers erleichterte.

## Arten

Gewichtsabschätzung von den drei bekannten Smilodon-Arten im Vergleich mit Rhizosmilodon und verschiedenen rezenten Katzenarten

Obwohl im Laufe der Forschungsgeschichte eine Reihe verschiedener Arten von Smilodon beschrieben wurde, sind heute nur drei Arten allgemein anerkannt.
S. gracilis (lateinisch gracilis ‚schmal, schmächtig‘), die kleinste Art, war mit 55 bis 100 kg etwa so groß wie ein Jaguar und lebte vor ca. 2.500.000 bis 500.000 Jahren. Sie ging wohl direkt aus Megantereon hervor und ist vor allem durch Funde aus den östlichen USA bekannt. Wahrscheinlich entstanden aus S. gracilis die beiden späteren Arten S. populator (populator – Plünderer, Zerstörer) und S. fatalis (fatalis – schicksalhaft). Beide starben vor etwa 12.000 Jahren aus.
Die südamerikanische Säbelzahnkatze S. populator lebte in den östlichen Gebieten Südamerikas und war die größte Säbelzahnkatze. Sie erreichte ein Gewicht von 220–360 kg und eine Schulterhöhe von etwa 1,2 m. Die bis zu 28 cm langen Eckzähne ragten ungefähr 17 cm aus dem Oberkiefer hervor.
In Nordamerika und den pazifischen Teilen Südamerikas lebte S. fatalis. Diese Art lag größenmäßig zwischen den anderen beiden Arten und wog etwa 160–280 kg bei einer Schulterhöhe von rund einem Meter. Sie unterscheidet sich in einigen wesentlichen Merkmalen des Schädels und der Proportionen von Smilodon populator. Die Verbreitungsgebiete von S. populator im Osten und S. fatalis im Westen wurden durch die Anden getrennt. Gelegentlich werden auch S. californicus und S. floridanus als eigene Arten aufgeführt. Sie gelten meist aber als Unterarten von S. fatalis.

## Funde und Verbreitung

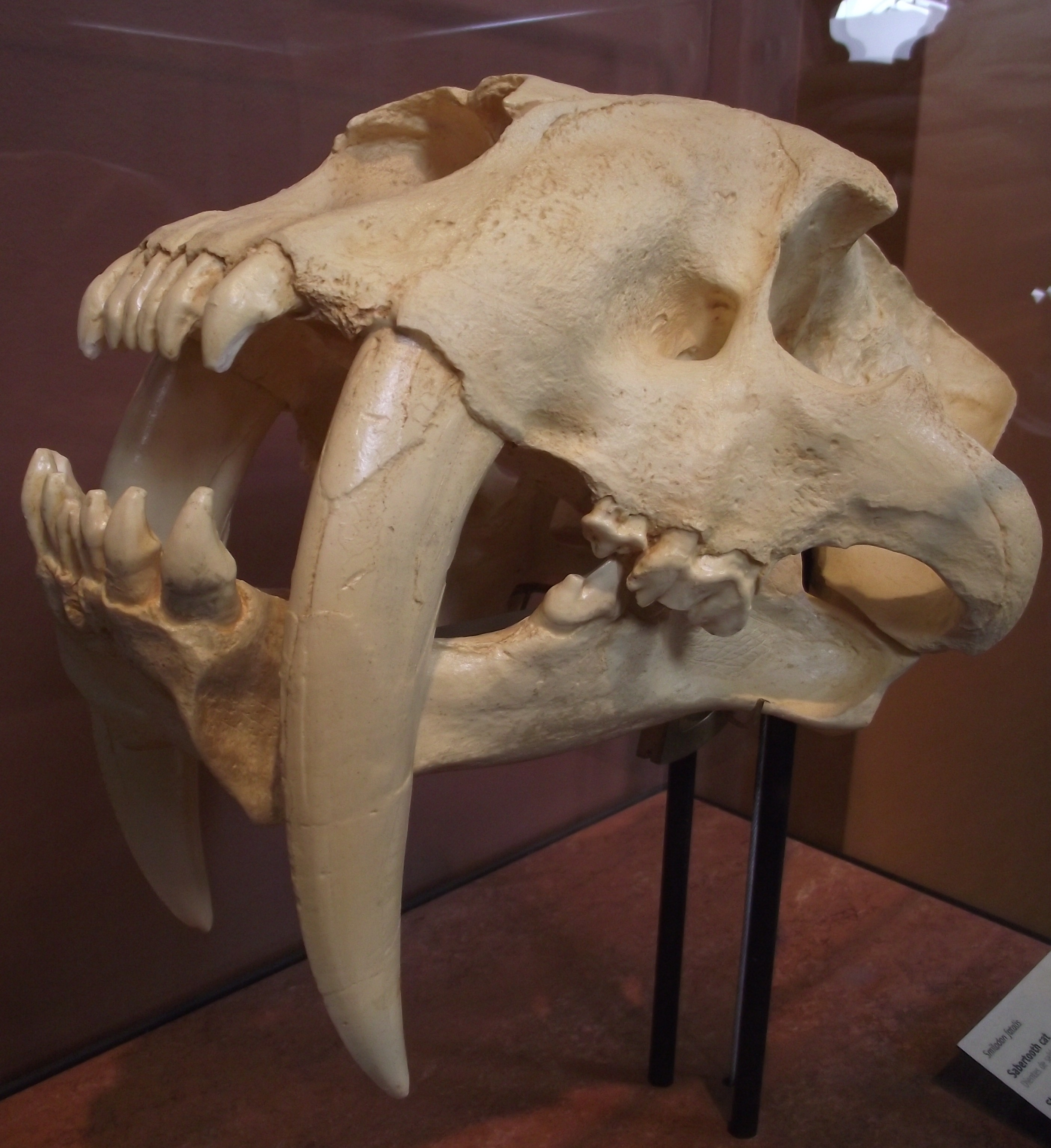
Schädel eines Smilodon fatalis, San Diego Natural History Museum, Kalifornien, USA

Die bekanntesten Fundstellen von S. fatalis liegen bei Rancho La Brea im heutigen Kalifornien, wo mehr als 160.000 Knochen der Art gefunden und identifiziert werden konnten. Zahlreiche weitere Überreste dieser Gattung wurden in vielen Teilen Nord- und Südamerikas gefunden, so in Florida und Patagonien. In Nordamerika beschränkte sich ihr Verbreitungsgebiet auf die südlichen Gebiete. Weiter nördlich kam zur gleichen Zeit in Nordamerika die verwandte Gattung Homotherium vor, deren Verbreitungsgebiet im Süden etwas mit dem des Smilodon überlappte. Im Gegensatz zum Homotherium drang Smilodon niemals bis Eurasien vor.

## Lebensweise

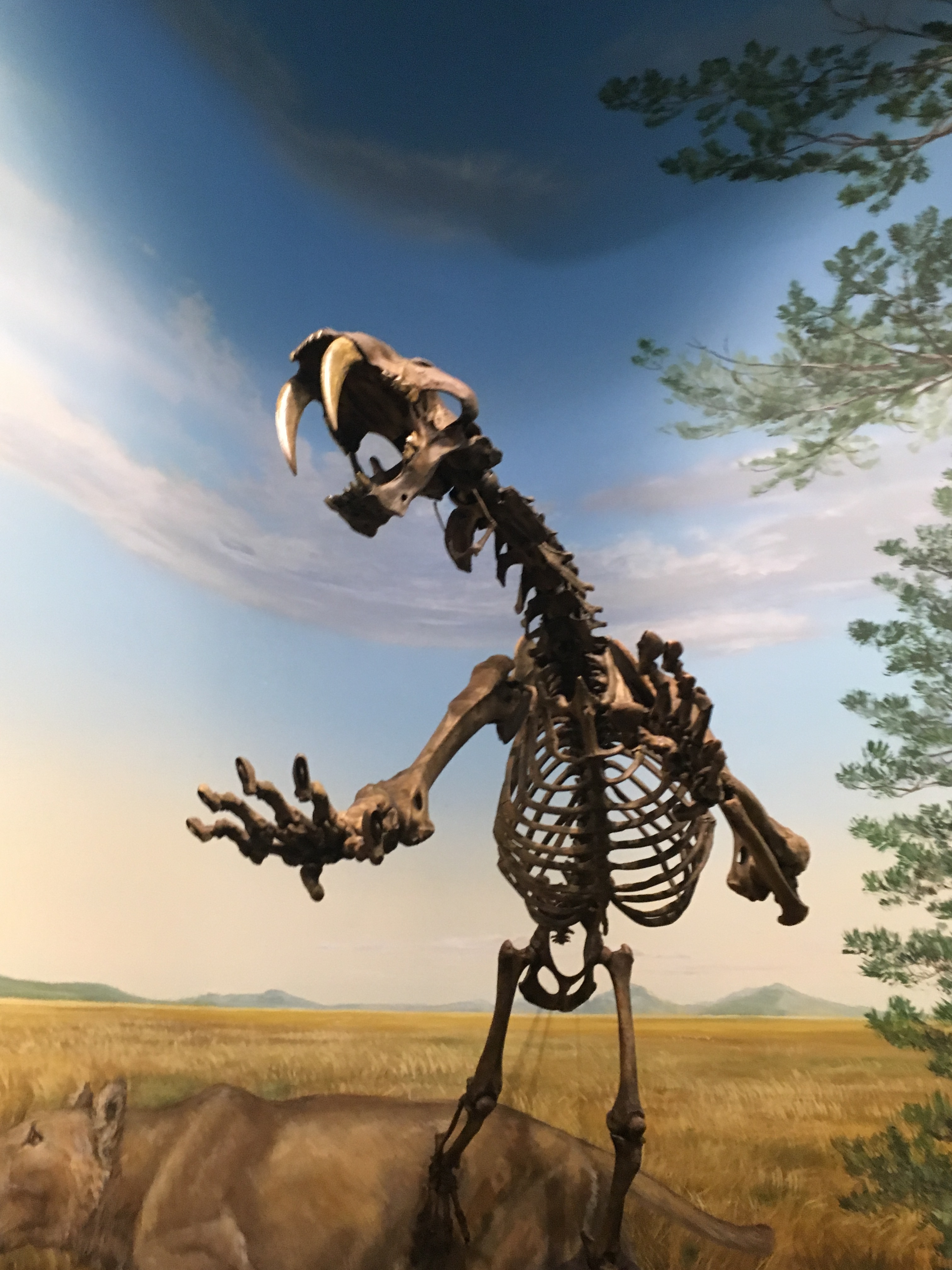
Smilodon rekonstruiert in aufgerichteter Haltung

Aus den zahllosen Überresten, die in den Teergruben von Rancho La Brea in Kalifornien geborgen wurden, lässt sich viel über den Smilodon rekonstruieren. Aus diesen Knochenfunden gelingt es Wissenschaftlern sogar, Rückschlüsse auf die Lebensweise und das Sozialverhalten der Tiere zu ziehen. 5.000 der 160.000 Knochenreste aus Rancho La Brea zeigten starke Krankheitsmerkmale. Diese reichten von Fehlstellungen der Hüfte über gebrochene Wirbelsäulen bis zu deformierten Beinknochen. Offenbar war ihr Körper oft starken Belastungen ausgesetzt, die wahrscheinlich von Kämpfen mit äußerst wehrhaften Beutetieren stammten. Viele dieser Knochen zeigen Anzeichen von Verheilung, auch wenn die Verletzungen so stark waren, dass die Tiere wahrscheinlich jagdunfähig waren. Bei einem untersuchten Individuum trat eine möglicherweise angeborene oder jung erworbene Hüftdysplasie auf, mit der es bis in das erwachsene Alter überlebte, ohne selbst stärker zur aktiven Jagd befähigt gewesen zu sein. Die Befunde deuten darauf hin, dass Smilodon in sozialen Gruppen organisiert war und innerhalb dieser die Tiere sich gegenseitig mit Nahrung versorgten oder zumindest Gruppenmitglieder am Riss duldeten.
Ein Fund von 56 assoziierten Fossilresten von Smilodon aus der Tablazo-Formation auf der Santa-Elena-Halbinsel in Ecuador kann wenigstens drei Individuen zugeordnet werden. Das Schädelmaterial gehört weitgehend Jungtieren an, wobei zwei linke Unterkieferhälften auf ebenso viele Individuen schließen lassen. Auffällig an beiden Unterkiefern, die vergleichbare Größen und ähnliche Abnutzungsspuren aufweisen, ist die Ausbildung jeweils eines vorletzten Prämolaren, der bei Smilodon normalerweise nicht vorkommt (das hintere Unterkiefergebiss besteht bei Smilodon lediglich aus dem letzten Prämolaren und dem ersten Molaren). Das relativ seltene Auftreten dieses Merkmals lässt vermuten, dass beide Individuen genetisch verwandt und eventuell Zwillinge waren. Ihr Alter zum Todeszeitpunkt betrug wohl rund 14 Monate bei einem geschätzten Gewicht von rund 132 bis 141 kg. Ein einzelner Unterarmknochen kann einem ausgewachsenen Tier zugewiesen werden. Bezüglich der Verwandtschaft zu den beiden Jungtieren besteht die Möglichkeit, dass es einerseits ein fremdes Individuum, andererseits das Muttertier darstellen könnte. Im letzteren Fall spricht dies für eine lange Betreuungsphase der Jungtiere durch das Muttertier, im ersteren, dass auch bei Säbelzahnkatzen temporäre oder dauerhafte Gruppenbildungen bei eng verwandten Tieren existierten. Beides ist von heutigen Großkatzen bekannt. Bei diesen werden Jungtiere abhängig von der Art mit rund anderthalb (Tiger) oder zweieinhalb bis drei Jahren (Löwe) eigenständig.
In Diskussion ist das vermutliche Beutespektrum der Katze. Die langen Eckzähne in Verbindung mit dem stark reduzierten hinteren Gebiss und der Rückbildung einzelner Höcker auf der Kauoberfläche der Prämolaren und Molare geben an, dass die Zähne effizient im Schneiden von Fleischnahrung waren, ein typisches Merkmal hypercarnivorer Beutegreifer. Isotopenanalysen an Fossilien aus Nordamerika weisen Smilodon als einen Jäger in waldreichen Landschaften aus, der sich von dortigen Tieren wie Kamelen und Tapiren ernährte. In Südamerika könnten auch größere Bodenfaultiere und Südamerikanische Huftiere sowie Angehörige der Glyptodontidae zur Beute gehört haben. Abnutzungsspuren an Zähnen aus unterschiedlichen geologischen Zeitfenstern verweisen allerdings auf eine gewisse Variabilität in der Nahrungsaufnahme. So gehörten vor allem während des Maximums der Letzten Kaltzeit auch härtere Bestandteile zur Nahrung. Möglich ist, dass Smilodon zu jener Zeit häufiger auf Aas oder aber auf Knochen zurückgriff. In der Vergangenheit ließ die massige Gestalt vermuten, dass sie sich von besonders großen, schwerfälligen Tieren wie Mammuten und dem Amerikanischen Mastodon ernährten. So könnten sie den riesigen Tieren auf den Rücken geklettert sein, um die Zähne dort einzugraben oder ihnen vom Boden aus die Flanken aufgerissen haben. Kritiker verweisen allerdings darauf, dass die langen Eckzähne im Kampf auf Knochen treffen und dann leicht hätten brechen können. Für schnellere Tiere wie Pferde und Hirsche war Smilodon aber sicherlich zu schwerfällig. Am wahrscheinlichsten ist daher, dass sie vorwiegend junge und halbwüchsige Rüsseltiere und Bodenfaultiere angriffen, indem sie diese bei Ausflügen abseits der Herde überraschten oder Verwirrung in den Herden stifteten und dann schnell zuschlugen. Ein ähnliches Jagdverhalten wird auch für die zweite amerikanische Säbelzahnkatze Homotherium vermutet, bei der diese Annahme durch besondere Fossilfunde aus der texanischen Friesenhahn-Höhle gestützt wird.
Untersuchungen an Fossilresten aus Rancho La Brea zeigten auf, dass das Zungenbein von Smilodon stärker dem der Kleinkatzen als dem der Großkatzen ähnelt. Dies betrifft hauptsächlich das Basihyoid. Der Befund wird dahingehend gedeutet, dass Smilodon möglicherweise eher zu Schnurr- als zu Brülllauten befähigt war. Aufgrund der größeren Ausmaße des Zungenbeins im Vergleich zu den Kleinkatzen erzeugte Smilodon diese eventuell in einem niedrigeren Frequenzbereich.

## Aussterben
Das Aussterben des Smilodons wird meist auf das Verschwinden der eiszeitlichen Megafauna am Ende des Pleistozäns zurückgeführt. Er verschwand vor etwa 10.000 Radiokohlenstoffjahren (entspricht etwa 12.000 Kalenderjahren), zusammen mit einer ganzen Reihe von Großtierformen am Ende des Pleistozäns. Durch das Verschwinden großer Beutetiere war er wohl seiner Existenzgrundlage beraubt und starb ebenfalls aus. Über Jahrmillionen haben moderne Großkatzen (Panthera) und Säbelzahnkatzen nebeneinander gelebt, ohne sich gegenseitig stark zu beeinträchtigen. Nach einer Theorie, die als Overkill-Hypothese bekannt wurde, ist das Verschwinden der Großsäuger am Ende des Pleistozäns vor allem auf menschliche Einflüsse zurückzuführen.

## Systematik
Die Gattung Smilodon wurde bereits 1842 von dem dänischen Naturforscher und Paläontologen Peter Wilhelm Lund wissenschaftlich beschrieben. Die von ihm beschriebenen Fossilien des Smilodon populator stammten aus einer Höhle nahe der brasilianischen Stadt Lagoa Santa, Minas Gerais. Sie wird in die Säbelzahnkatzen (Machairodontinae) innerhalb der Katzen (Felidae) eingeordnet.
Mit der Erstbeschreibung der Gattung Rhizosmilodon im Jahr 2013 wurden die bekannten Sägezahnkatzen nach einer aktuellen Analyse einer Matrix von Merkmalen phylogenetisch zugeordnet. Rhizosmilodon wurde aufgrund der vorhandenen Merkmale an der Basis der Tribus Smilodontini eingeordnet und einem Taxon bestehend aus den Gattungen Smilodon und Megantereon gegenübergestellt. Mit einem Alter von etwa 5 Millionen Jahren stellen die Rhizosmilodon-Fossilien zudem die ältesten Fossilien der Tribus dar. Diese Entwicklung würde für die Entstehung der Tribus Smilodontini und der Gattungen einen Ursprung in Nordamerika bedeuten, wo sich alle drei Gattungen ausbilden konnten, sowie eine spätere Einwanderung von Megantereon nach Eurasien und Afrika.
Neben der von den Autoren bevorzugten Hypothese, nach der Rhizosmilodon einem gemeinsamen Taxon aus Smilodon und Megantereon als Schwesterart gegenübersteht, stellen sie eine alternative Annahme dar, in der Rhizosmilodon und Smilodon ein gemeinsames Taxon bilden und Megantereon diesem gegenübersteht. Für eine solche Hypothese könnten vor allem die Ausbildung der Unterkiefereinbuchtung und die ungezähnten Eckzähne stehen. In diesem Fall wäre eine Entstehung der Tribus Smilodontini mit Megantereon als ursprünglichster Gattung in Eurasien oder Afrika und eine zweifache Einwanderung nach Nordamerika wahrscheinlich.